# Crystal Lakes (Missouri)
Pour les articles homonymes, voir Crystal Lake.
Crystal Lakes est une localité du comté de Ray dans le Missouri.
Sa population était de 358 habitants en 2010.